# Кентвуд (Луизијана)
Кентвуд (енгл. Kentwood) град је у америчкој савезној држави Луизијана.

## Демографија
По попису из 2010. године број становника је 2.198, што је 7 (-0,3%) становника мање него 2000. године.
| Група             | 2000.         | 2010.         |
| Белци             | 759 (34,4%)   | 584 (26,6%)   |
| Афроамериканци    | 1.430 (64,9%) | 1.585 (72,1%) |
| Азијати           | 2 (0,1%)      | 7 (0,3%)      |
| Хиспаноамериканци | 15 (0,7%)     | 20 (0,9%)     |
| Укупно            | 2.205         | 2.198         |